# Na Adamcích
Na Adamcích este o arie protejată (arie specială de conservare — SAC, sit de importanță comunitară — SCI) din Republica Cehă întinsă pe o suprafață de 15,06 ha, integral pe uscat.

## Localizare
Centrul sitului Na Adamcích este situat la coordonatele 49°00′24″N 17°00′00″E / 49.006667°N 17°E.

## Înființare
Situl Na Adamcích a fost declarat sit de importanță comunitară în mai 2016 pentru a proteja 1 specie de plante. Situl a fost protejat și ca arie specială de conservare în septembrie 2018.

## Biodiversitate
Situată în ecoregiunea panonică, aria protejată conține 2 habitate naturale: Pajiști uscate seminaturale și facies de acoperire cu tufișuri pe substraturi calcaroase (Festuco-Brometalia) (* situri importante pentru orhidee), Pajiști stepice subpanonice.
La baza desemnării sitului se află o specie protejată de  plante: Echium russicum.